# Gasilhane

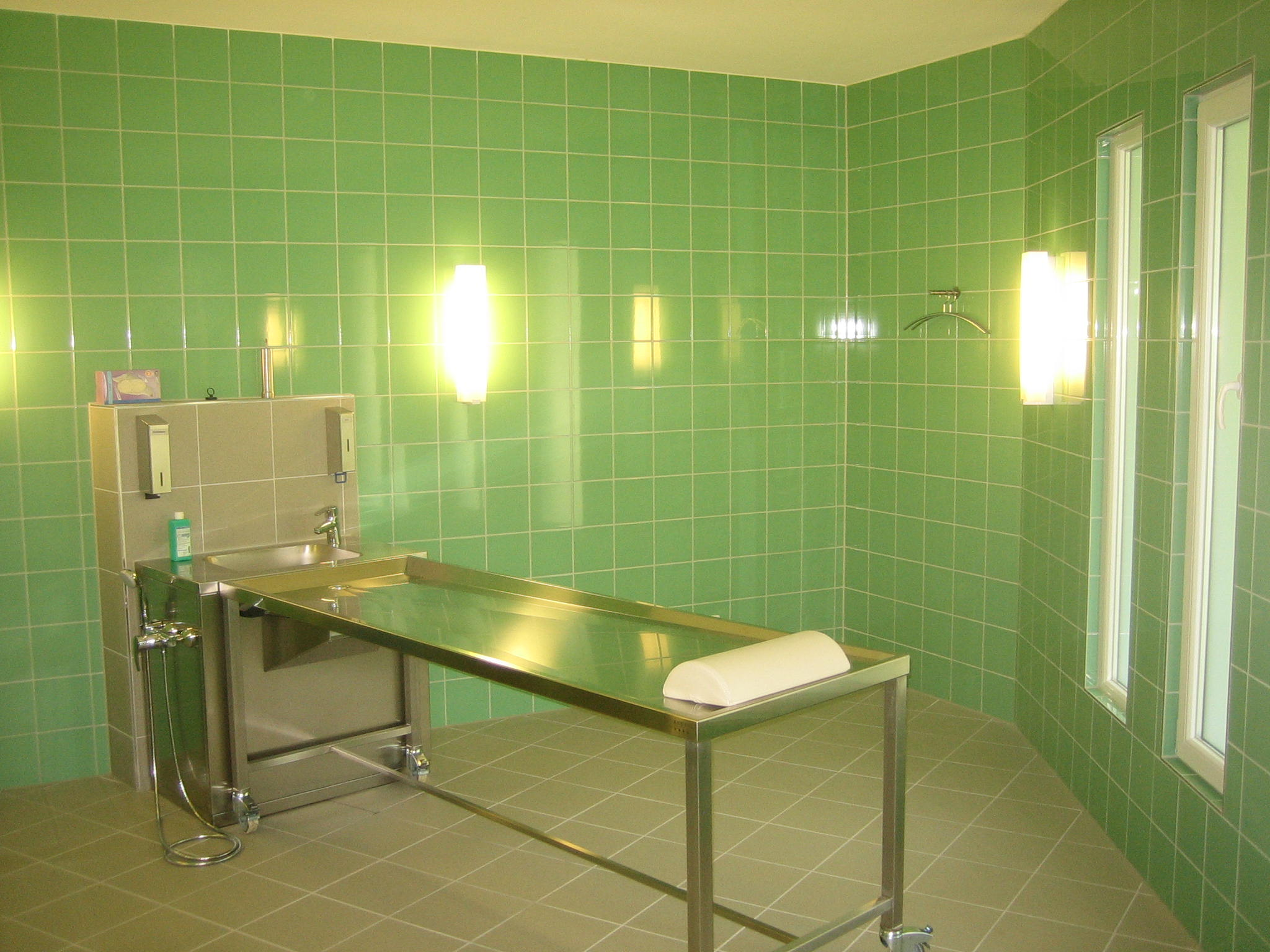
Innenansicht von „Gasilhane“, dem Trauergebäude für rituelle Waschungen verstorbener Muslime auf dem Waldfriedhof Mombach der Landeshauptstadt Mainz.

Gasilhane (türkisch wörtlich ‚Waschhaus‘, Zusammensetzung aus gasil von arabisch غسيل, DMG ġasīl ‚Waschen/Wäsche‘ und hane von persisch خانه xâne ‚Haus‘) ist ein ritueller Ort der gemeinschaftlichen Trauer außerhalb der Moschee, oft neben einem Grabfeld errichtet, an dem die obligatorische Vollkörperreinigung des Verstorbenen durchgeführt wird, um Rituelle Reinheit zu erlangen.
In der muslimischen Trauerhalle wird die Leichenwaschung als erste der fünf Riten der vorgeschriebenen muslimischen Leichnamsbehandlung vorgenommen. Sie muss bei jedem Muslim durch einen Leichenwäscher praktiziert werden. Sie ist jedoch eine kollektive Verpflichtung, die allen Muslimen als Gemeinschaft obliegt. 
Ein Verstorbener wird dreimal mit jeweils neuem Wasser gereinigt, dem ersten Wasser wird dabei Lotus, dem zweiten Campher zugesetzt, die dritte Waschung erfolgt mit reinem fließenden Wasser.

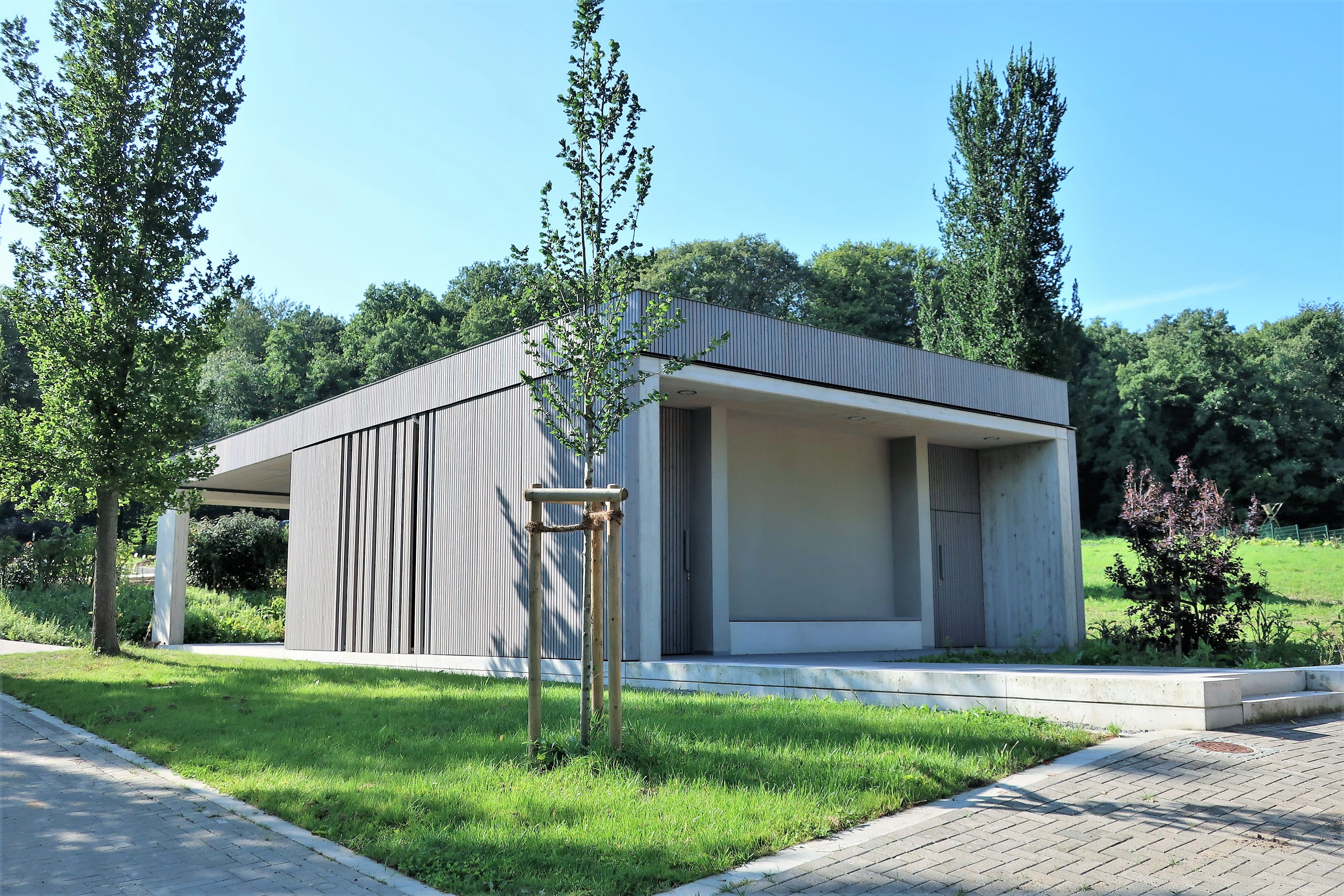
Waschhaus Vorhalle